# 祖師谷住宅
祖師谷住宅（そしがやじゅうたく）は、東京都世田谷区祖師谷二丁目に位置する37棟・1,020戸からなる住宅団地。1957年（昭和32年）7月に入居が開始された。東京都住宅協会が建設した最初の一団地住宅経営事業であった。建設から60年以上が経過しており、2024年（令和6年）から2038年（令和20年）にかけて建て替えがすすめられている。なお、都営住宅団地である「祖師谷四丁目アパート」との呼称棲み分けのため「公社祖師谷住宅」とも呼ばれる。

## 内容
当時の東京都住宅協会（現・東京都住宅供給公社）が管理していた団地の中でも最大級の規模を誇り、総面積約23,000坪の敷地に4～5階建てを主体とする中層耐火アパート37棟・1,020戸を整備した。
小田急小田原線祖師ヶ谷大蔵駅の北側にある祖師谷住宅へ向けては、ウルトラマン商店街が続き、周辺は用途地域の定めにより10メートルの建物高さ制限が設けられている。実際、祖師ヶ谷大蔵駅からは団地の屋根が見え、祖師谷のランドマークとしての位置付けもある。
各住戸にはバルコニー・台所・ガス風呂用浴室・水洗トイレを備え、標準的な間取りとして、6帖と4帖あるいは板間（ダイニングキッチン）の2間で、専有部分は10坪程度であった。各階にダストシュートをそなえ、水道・ガス・電気の計量器は各戸別についていた。入居時の月額家賃は4,100円～5,200円。当時の大卒初任給が12,000円であったので「高級団地」とも呼ばれた。
共同施設として集会所（94坪）・託児所（106坪）・管理事務所（40坪）・広場（1,200坪）・児童遊園（1,000坪）などが設置されていた。建設当初は都市計画上の「一団地の住宅施設」に指定され、容積率60%、建ぺい率20%など厳しい規制下にあったが、1950年代末からの大規模団地ブームを背景に開発が進められた。

## 沿革

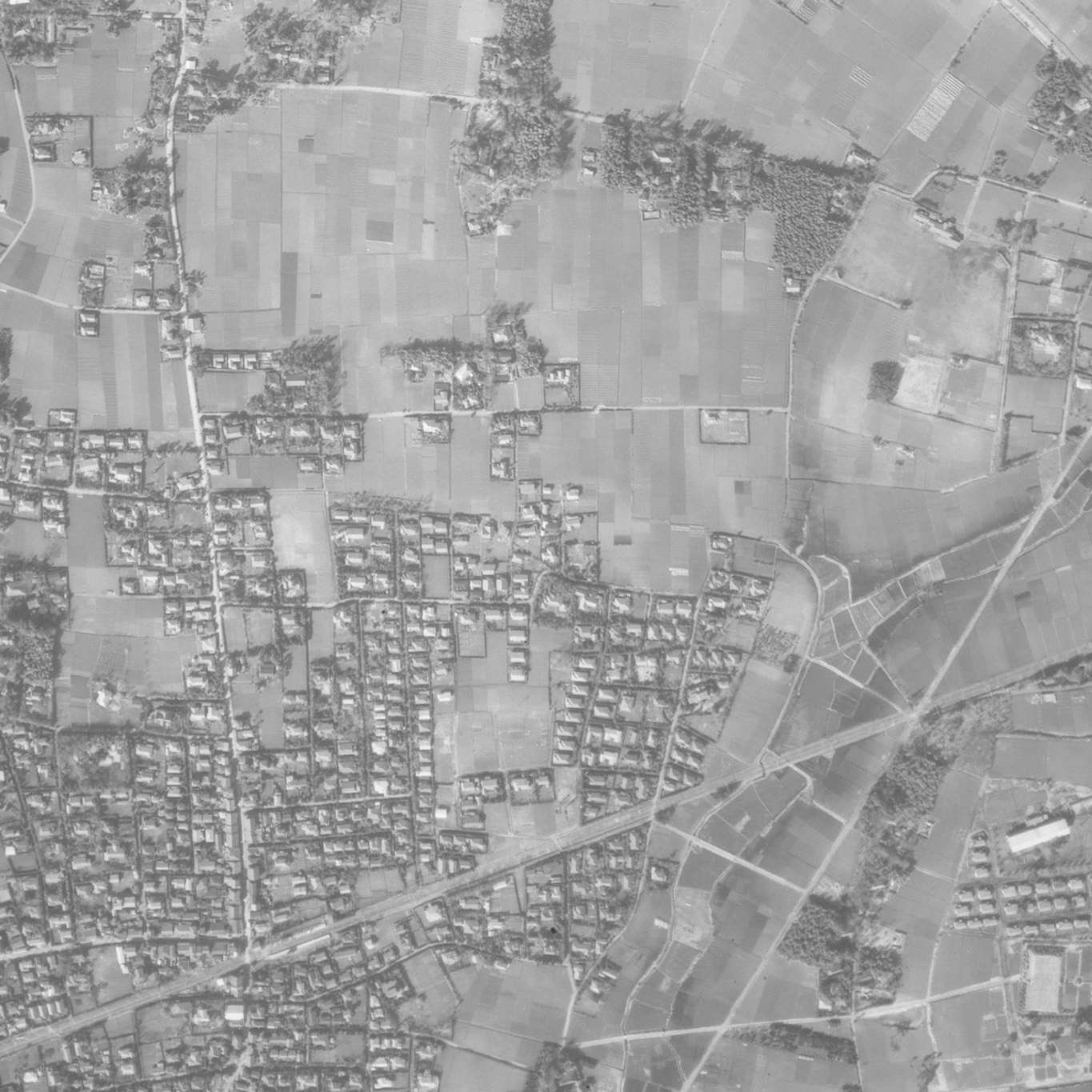
1948年、造成前の祖師谷住宅周辺の航空写真

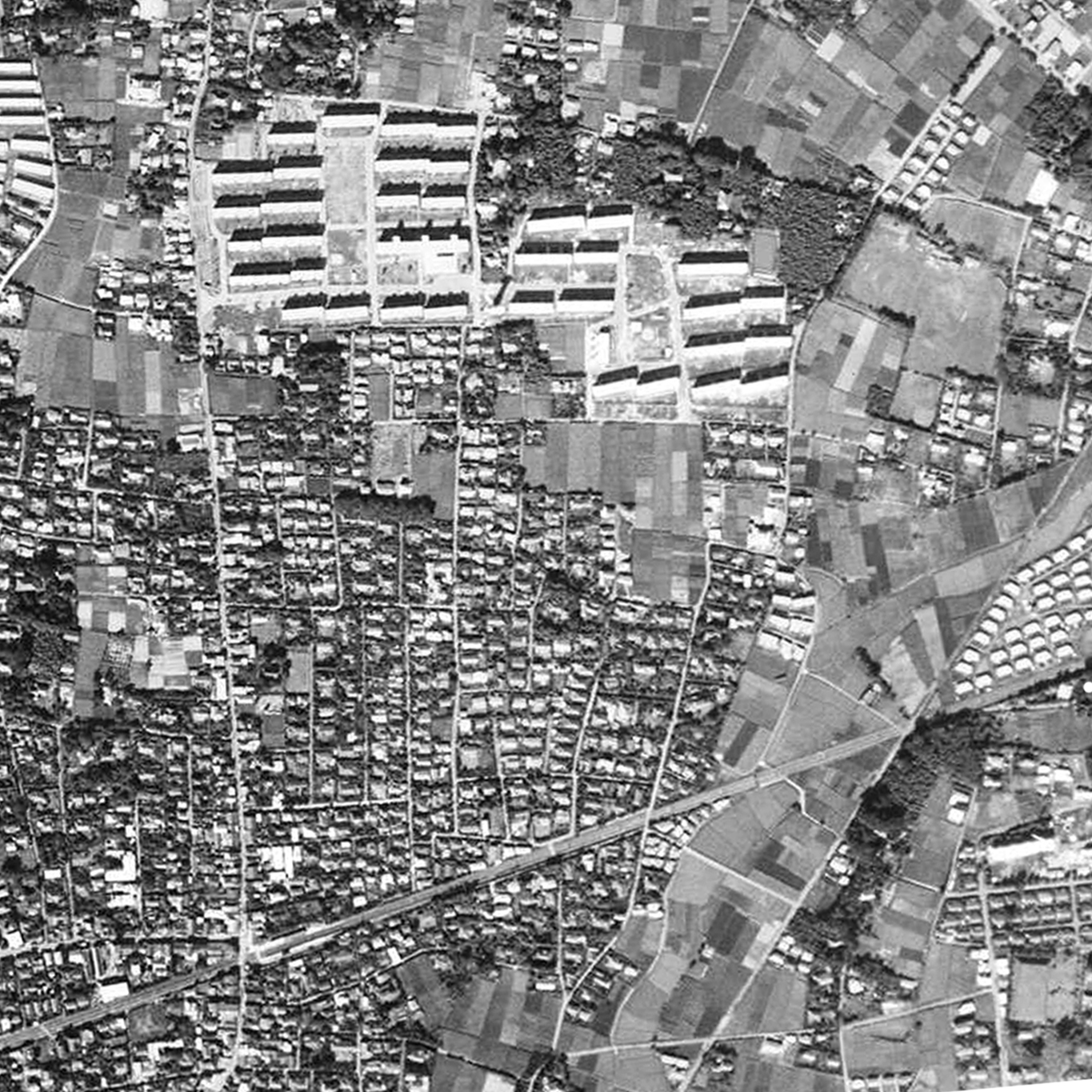
1957年、造成後の祖師谷住宅周辺の航空写真

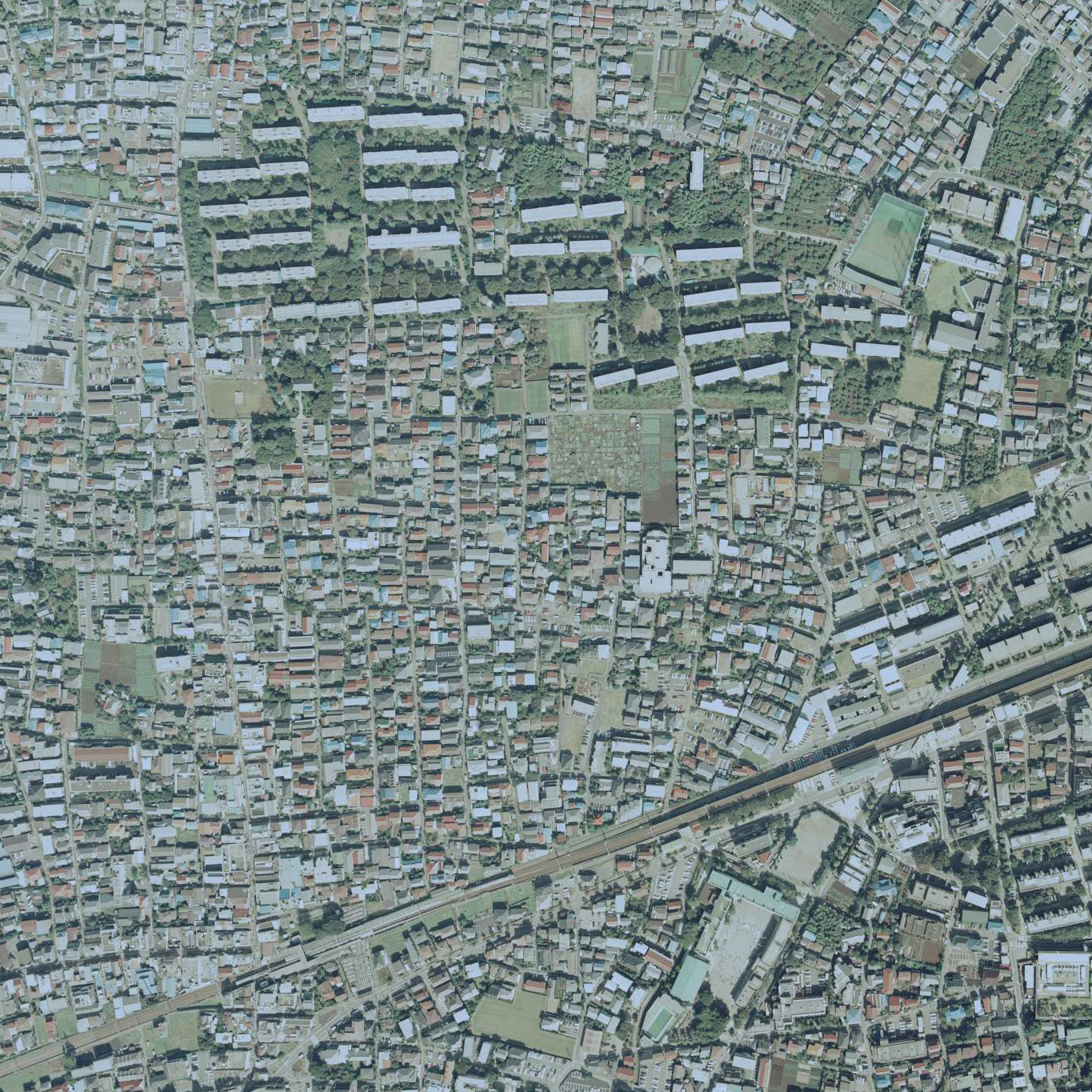
1992年の祖師谷住宅周辺の航空写真

1954年（昭和29年）には、これまでの団地規模では需要に対応しきれず、大規模な団地整備が求められるようになった。そうした背景のもと、祖師谷2丁目において公社が初めて一団地住宅経営として大規模な団地建設に着手する運びとなった。1956年6月に第1期が竣工し、翌1957年5月に第2期が完成した。敷地の設計には多様な工夫が凝らされ、南北方向の隣棟間隔を建物高さの約1.7倍確保するとともに、緑地や公園を積極的に配置している。また、集会場や児童館、店舗などの利便施設を設け、高架水槽を国内で初めて導入したことが評価され、国土建設週間に建設省からモデル団地として表彰を受けた。
1965年に突入すると、自家用車を保有する世帯が200台を超え、駐車場の整備をめぐって車を持つ住民とそうでない住民のあいだでトラブルが発生した。その結果、車を持つ住民たちが「交通安全自治会」を立ち上げ、団地内の道路脇を区画して会員専用の駐車場所を確保した。当時、祖師谷団地には公式の自治会がなかったため、有志の車オーナー同士で組織したのが交通安全自治会の始まりである。
2019年、東京都住宅公社は建替計画を明らかにし、それに追随する形で世田谷区も祖師谷住宅を含めたまちづくり計画の策定を行った。建物の規模や計画道路・広場の配置などについて、住民と意見交換が行われ、2023年に「祖師谷二丁目地区計画」として定めた。これ以外に、地区計画には、災害時における安全性や防災性、居住水準などを改善することが盛り込まれた。

## コミュニティ
祖師谷住宅が建設された当初から続く、コミュニティ活動の一環として、祖師谷住宅婦人のつどいが存在する。祖師谷住宅婦人のつどい（そしがやじゅうたくふじんのつどい）は、祖師谷住宅の女性居住者によって構成され、居住者のライフステージの様々な課題や需要に応じることを目的として結成された団体である。各ブロックから4名の居住者が任期１年間世話人として参加し、月に1回、世話人会にて協議が行われた。具体的な活動として、アンケート活動や話し合い、勉強会やバザー等のイベント開催、新聞『婦人のつどい』発行等が行われた。また、結成当初では、少数の参加者の請負主義的な運営であったため、1958年11月29日の特別総会にて、グループ化し活動に取り組むこととなり、世話人会とは異なり、以下の事業部が設けられた。
- 総務部：会員の把握、会計事務、総括的な事に関する事
- 生活部：衣食住、その他日常生活の改善に関する事
- 文化部：会員の教養向上のための文化的行事の計画および実施に関する事
- 赤ちゃん部：育児および母体保護に関する事
- 共稼ぎ部：共稼ぎ特有の問題に関する事

### 沿革
- 1953年 - 出版社女子社員や女性教師で構成される「働く母の会」結成[14]。
- 1957年11月16日 - 婦人のつどいの前身となる「保育所をつくる会」準備会結成[14]。
- 1957年11月30日 - 「保育所をつくる会」の第1回会合にて「祖師谷住宅婦人のつどい」が正式に発足[14]。11月30日時点、入会者250名[14]。
- 1958年11月29日 - 少数の参加者の請負主義的な運営であるため、特別総会（11月29日）にて、グループ化し活動に取り組むことを決定[14]。
- 1958年4月1日 - 祖師谷児童館開館[14]
- 1963年4月30日 - 第一回ハシカワクチン接種（97名）が始まる[14]。
- 1966年9月11日 - 建物の老朽化や路駐を問題視する住人が増え、団地住民全体で問題に取り組む必要があり、祖師谷団地自治会を結成[14]。
- 1966年12月3日 - 臨時総会にて解散[14]
- 1967年1月15日 - 「婦人のつどい一〇年のあゆみ」発行[14]

## ギャラリー

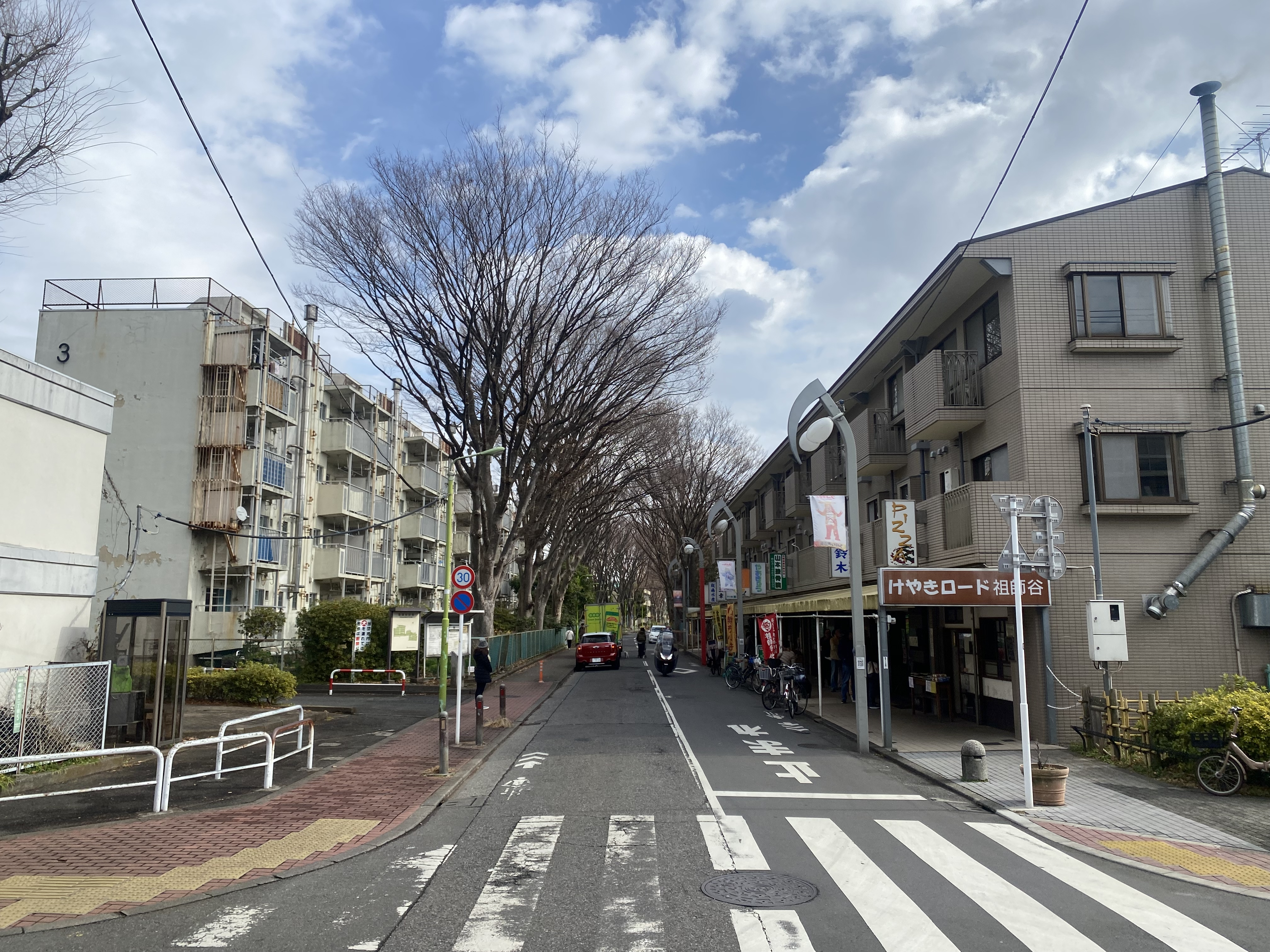
祖師谷住宅 入口 商業棟（2025年1月）
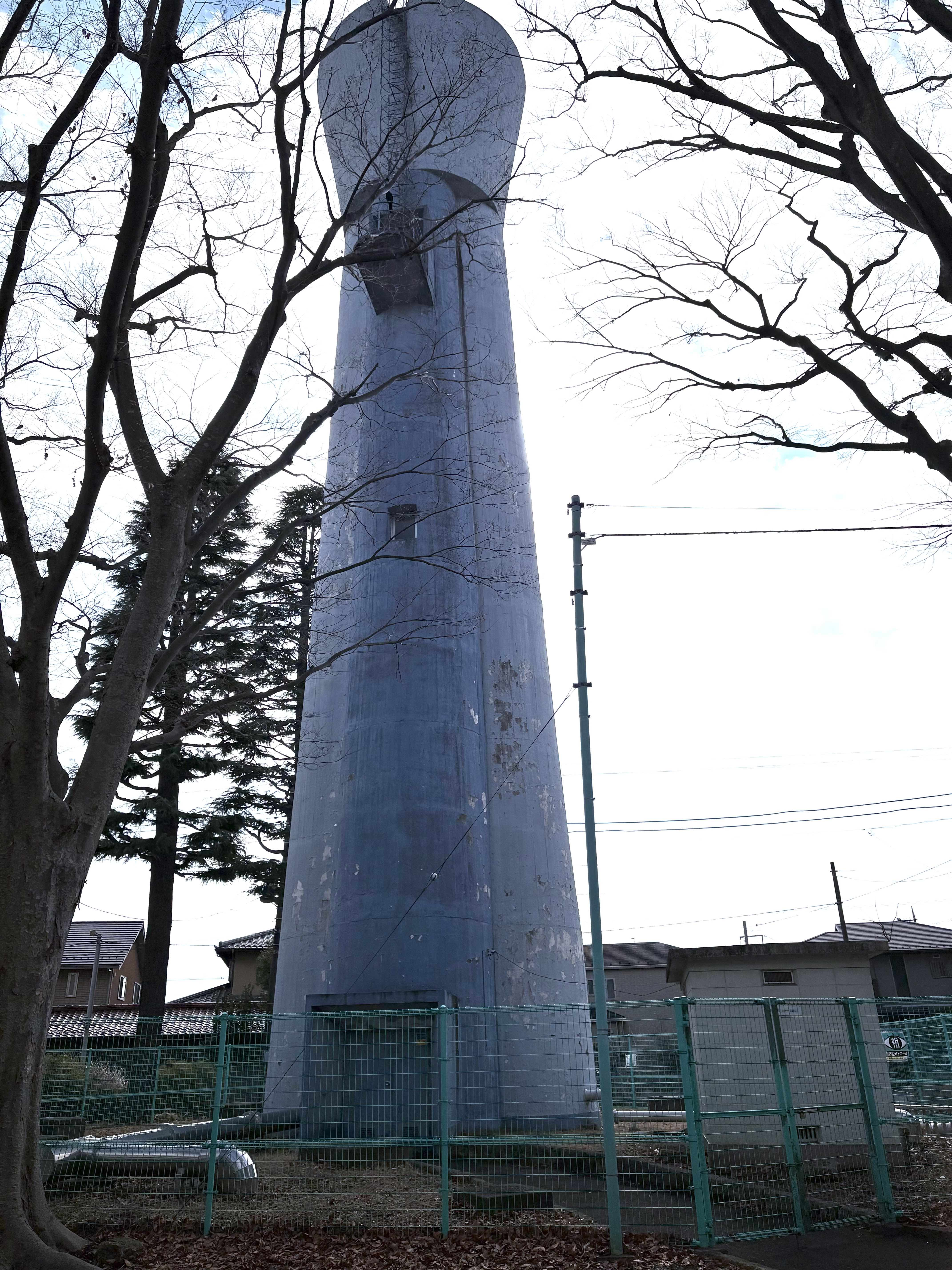
給水塔（2025年1月）
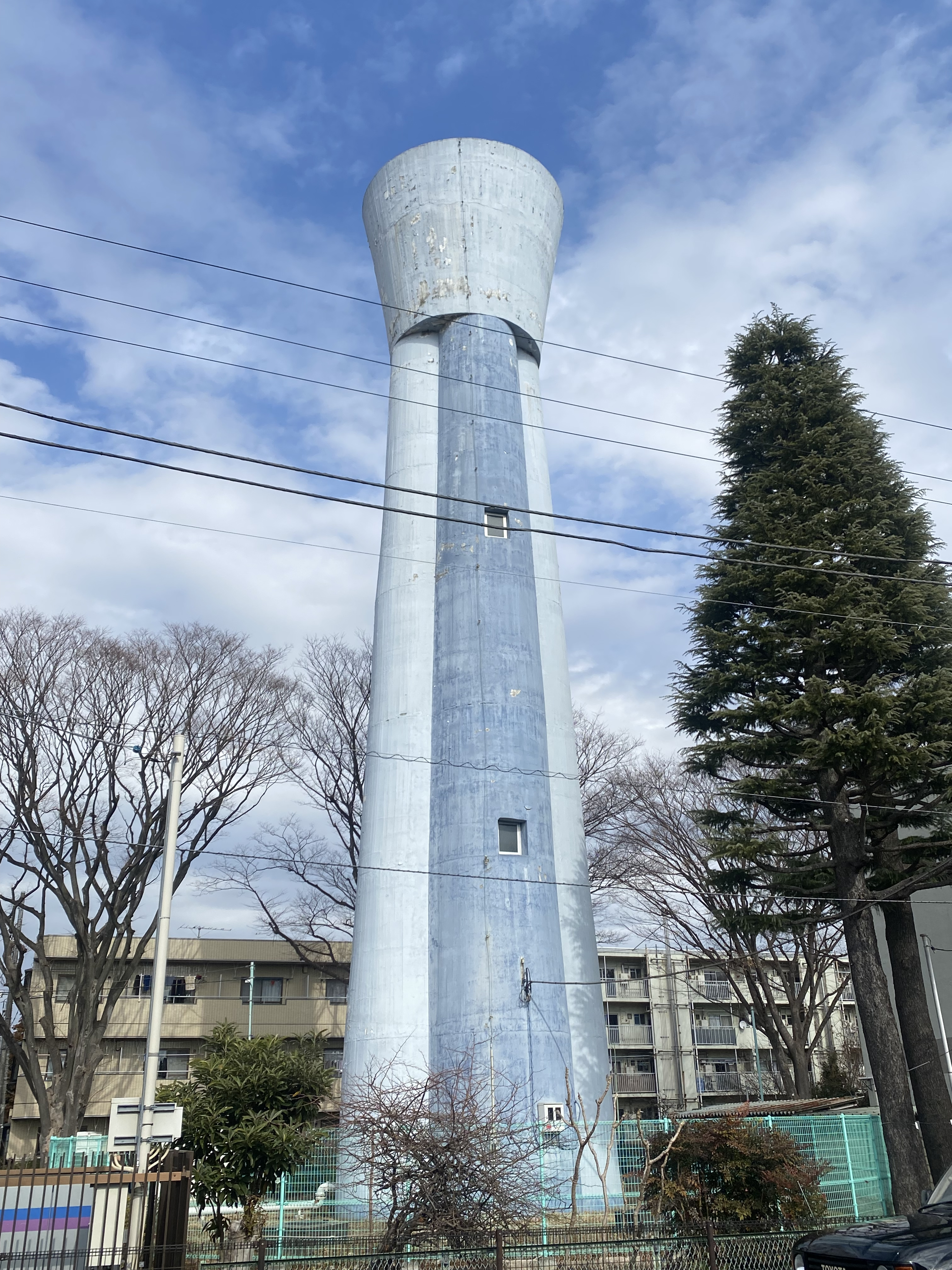
給水塔（2025年1月）
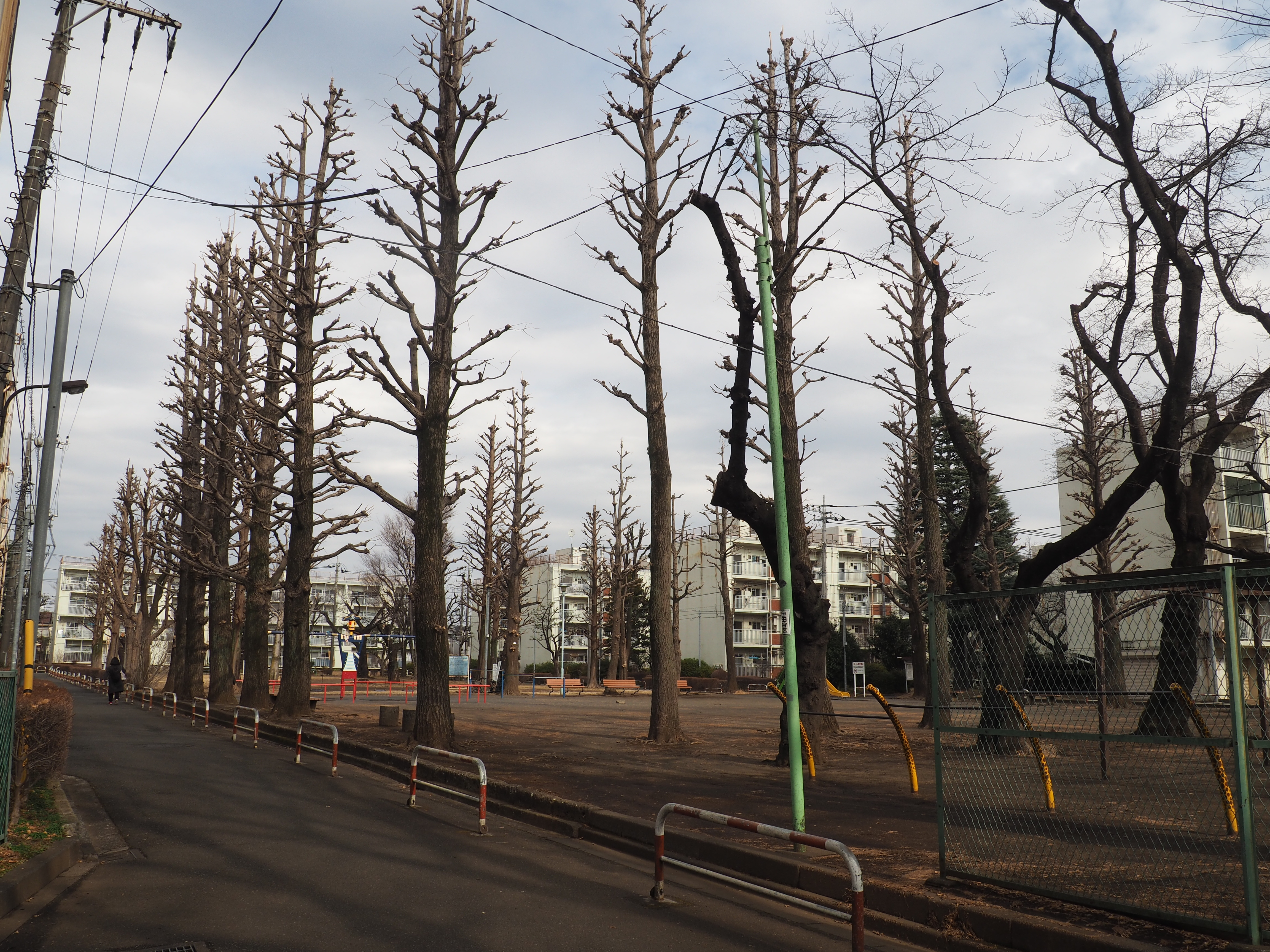
中央公園（2025年1月）
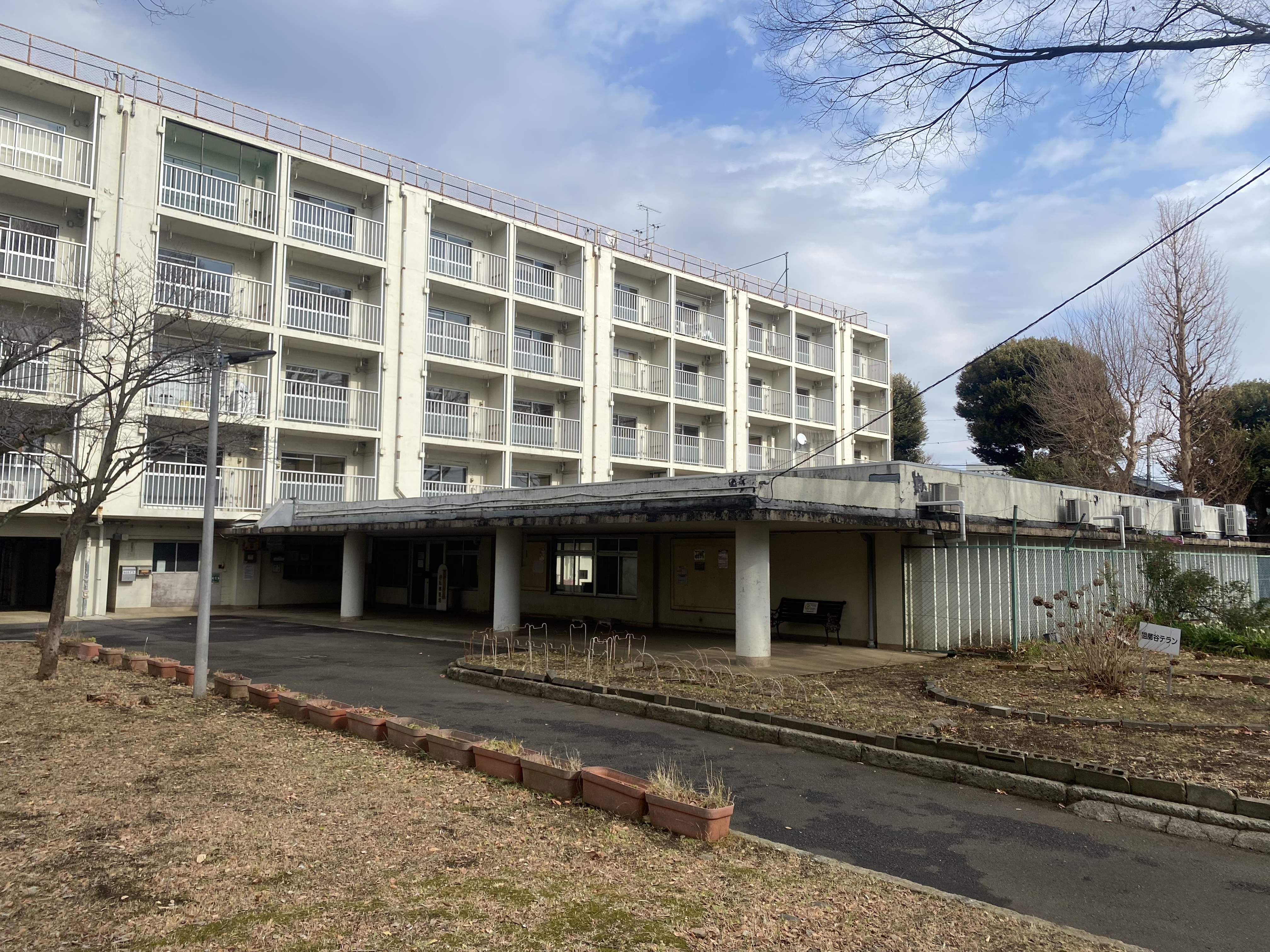
集会所（2025年1月）
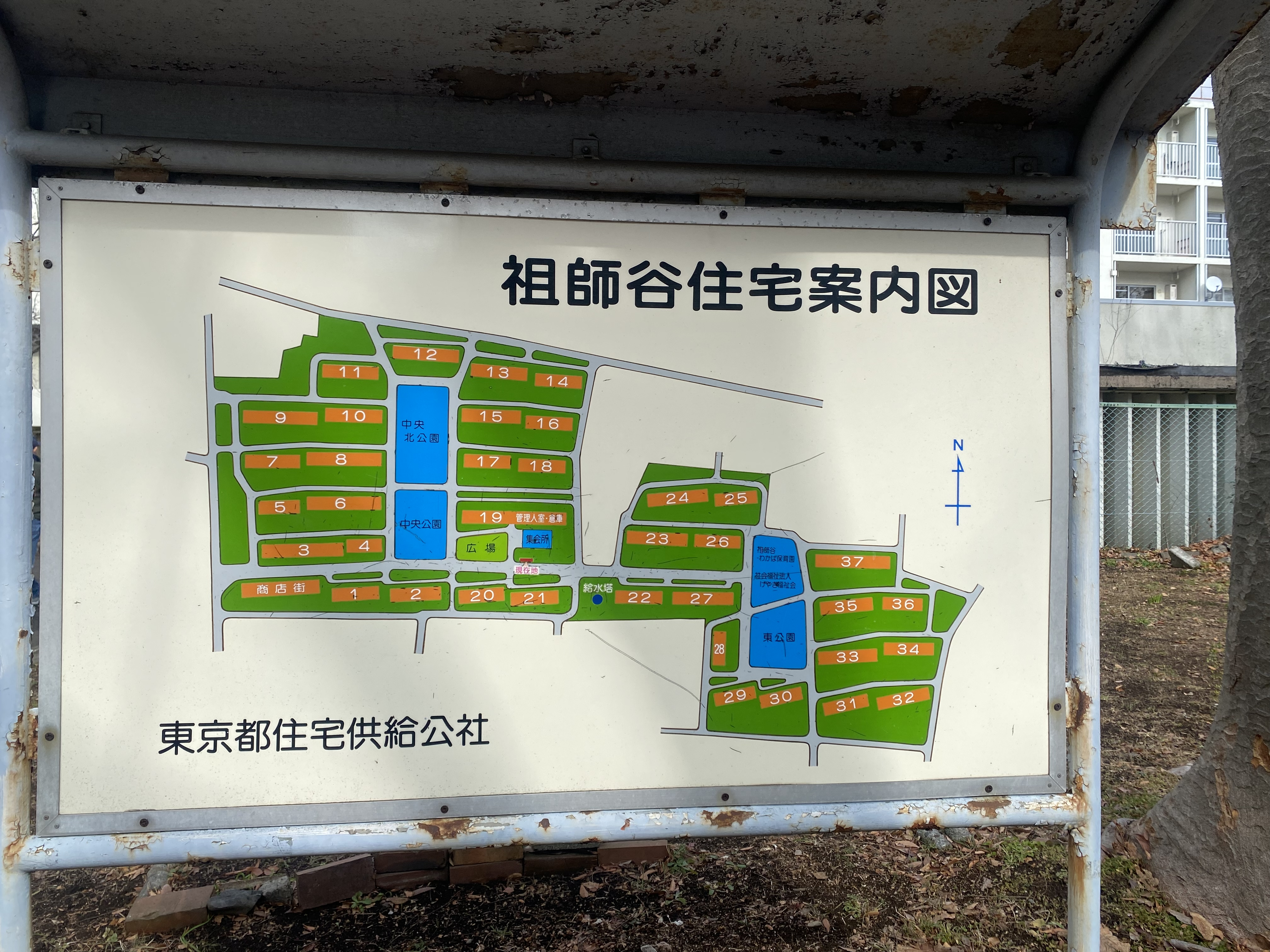
住宅案内板（2025年1月）
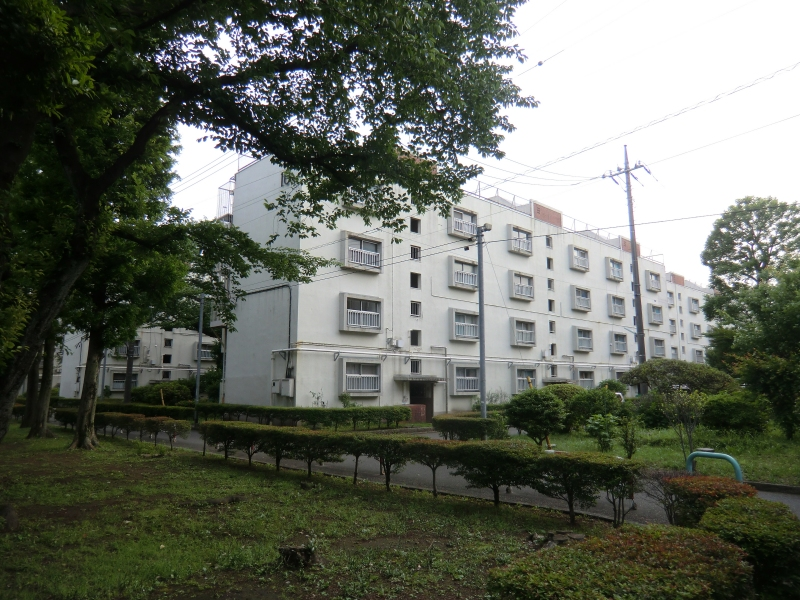
10号棟（2020年）
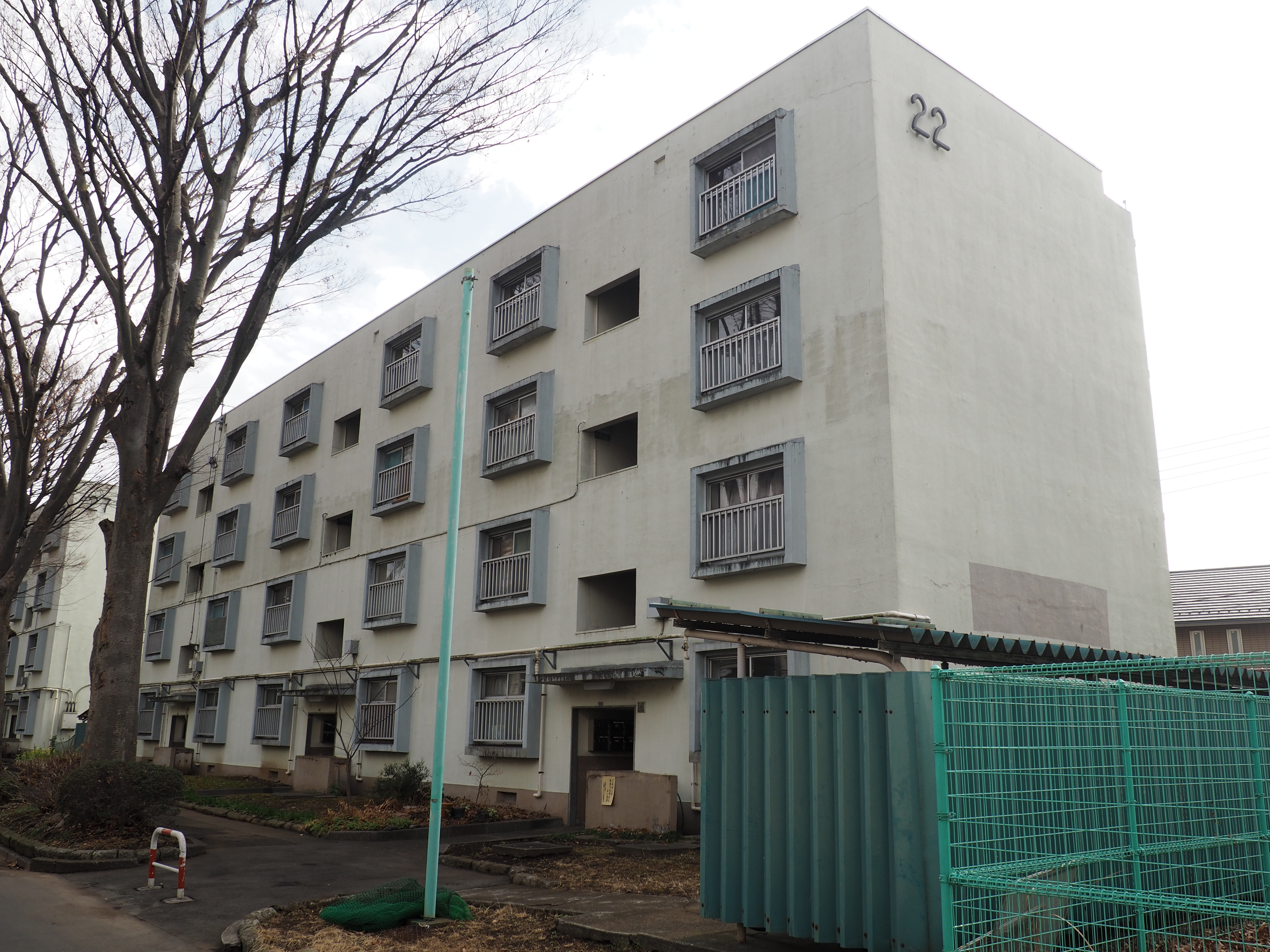
22号棟（2025年1月）
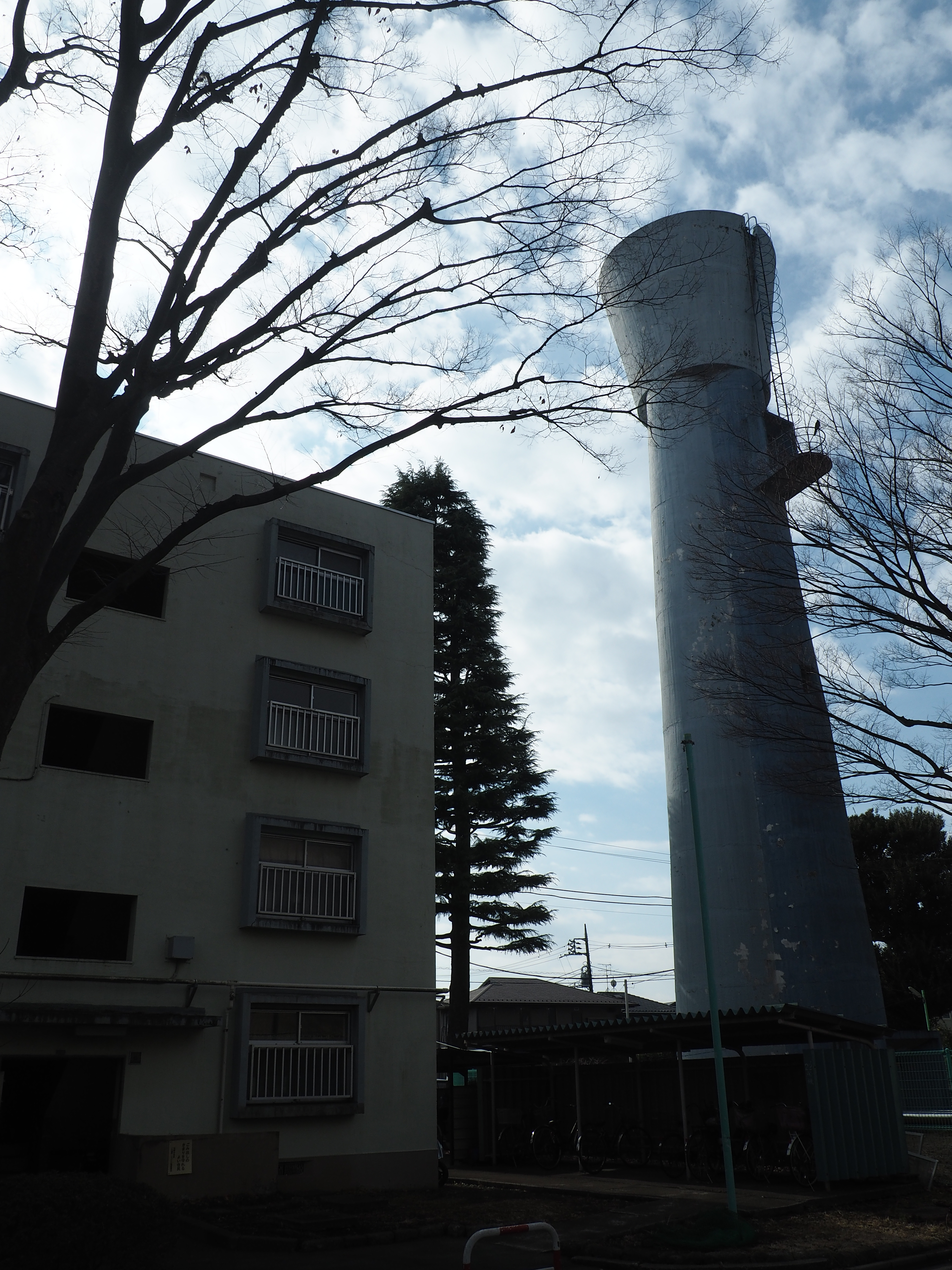
22号棟と給水塔（2025年1月）
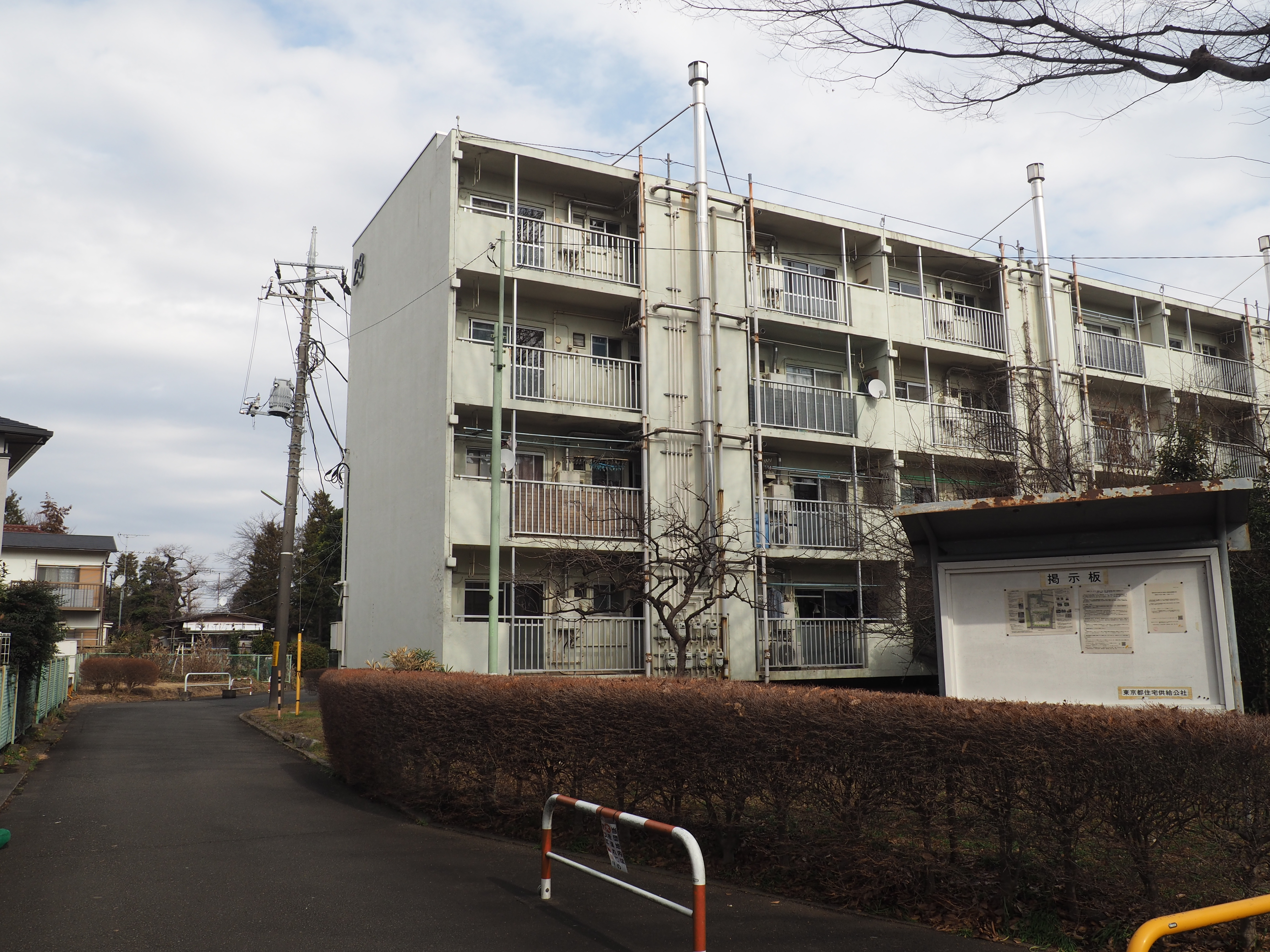
23号棟と掲示板（2025年1月）
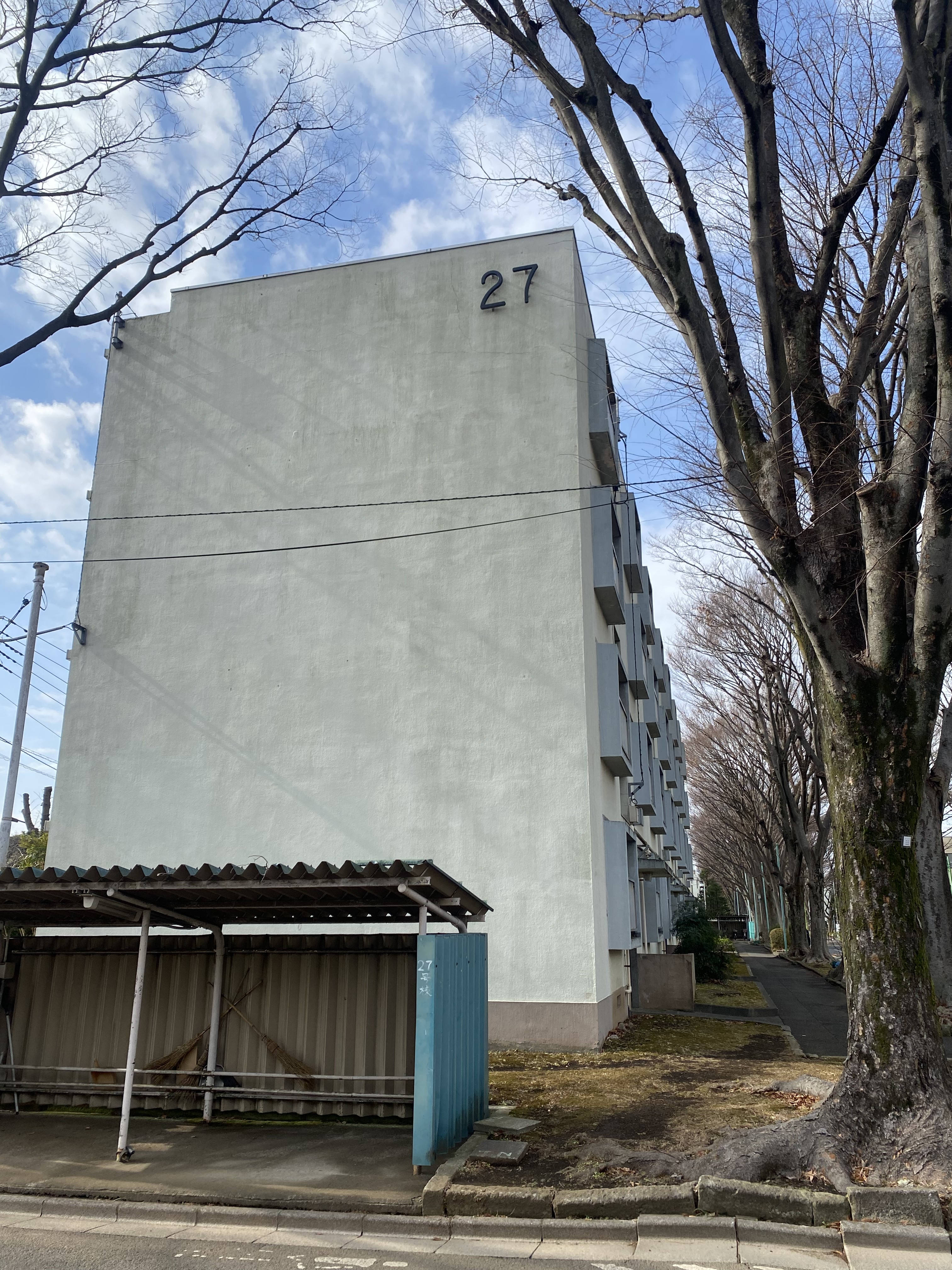
27号棟（2025年1月）
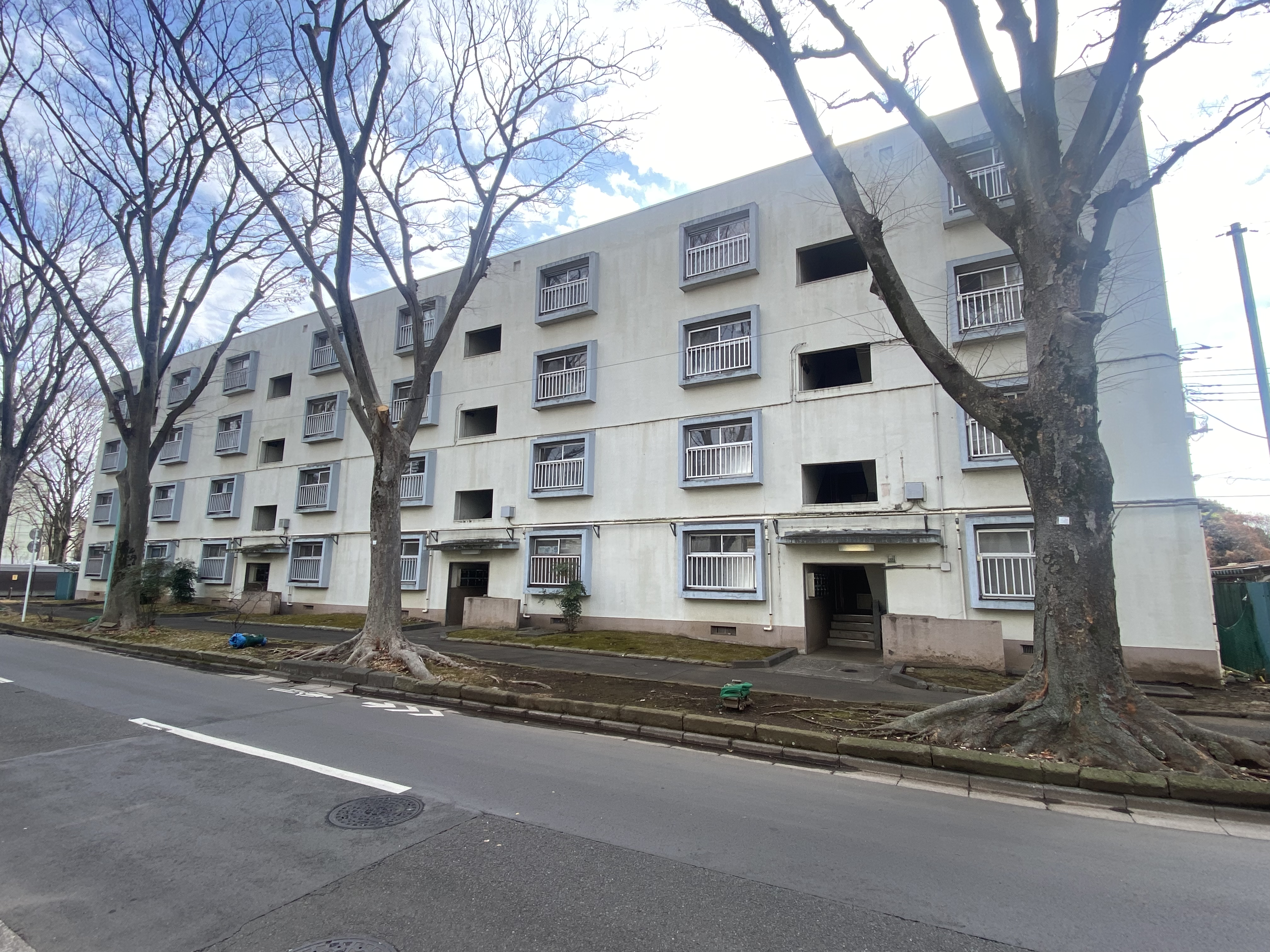
27号棟（2025年1月）
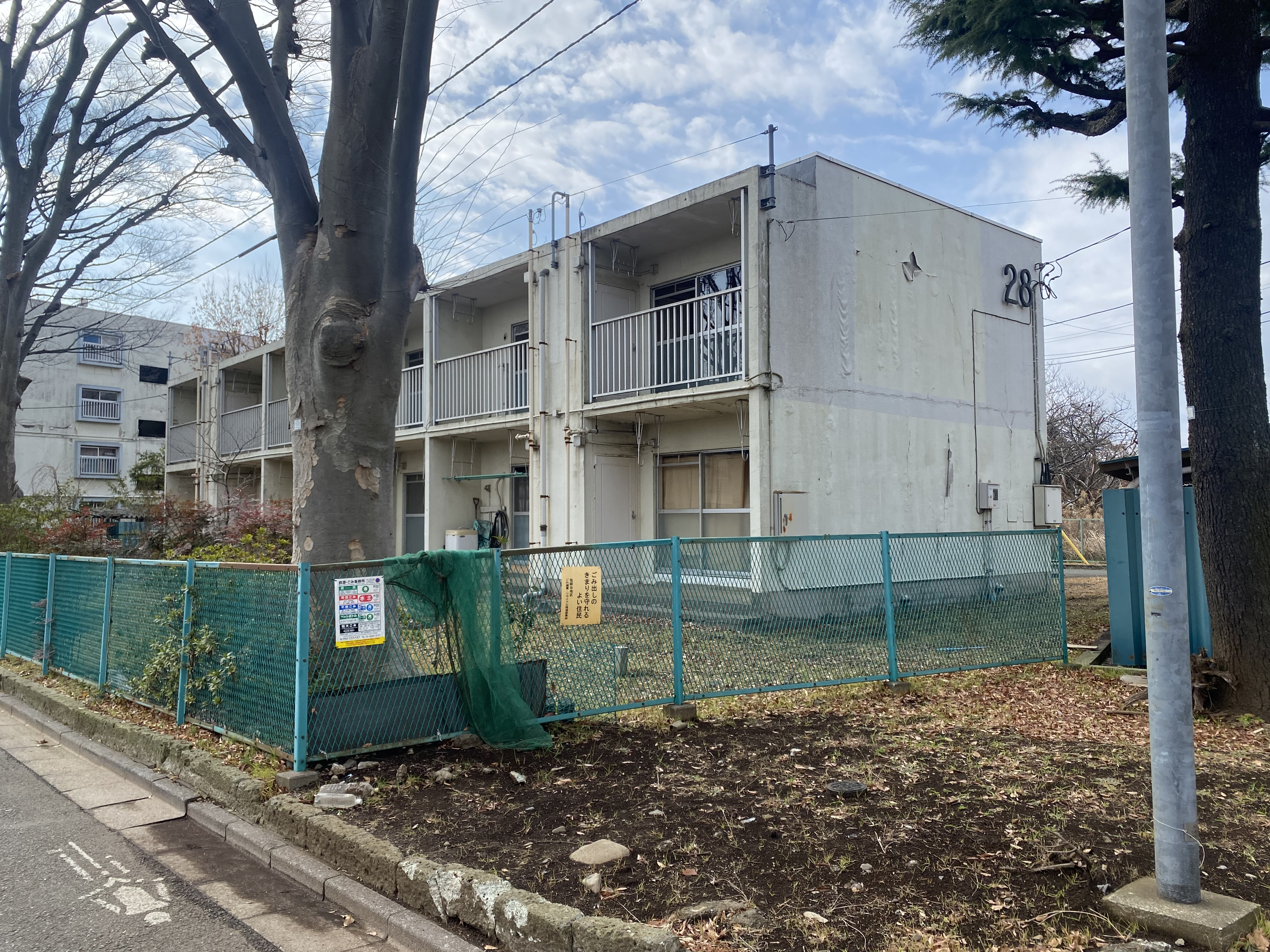
28号棟（2025年1月）
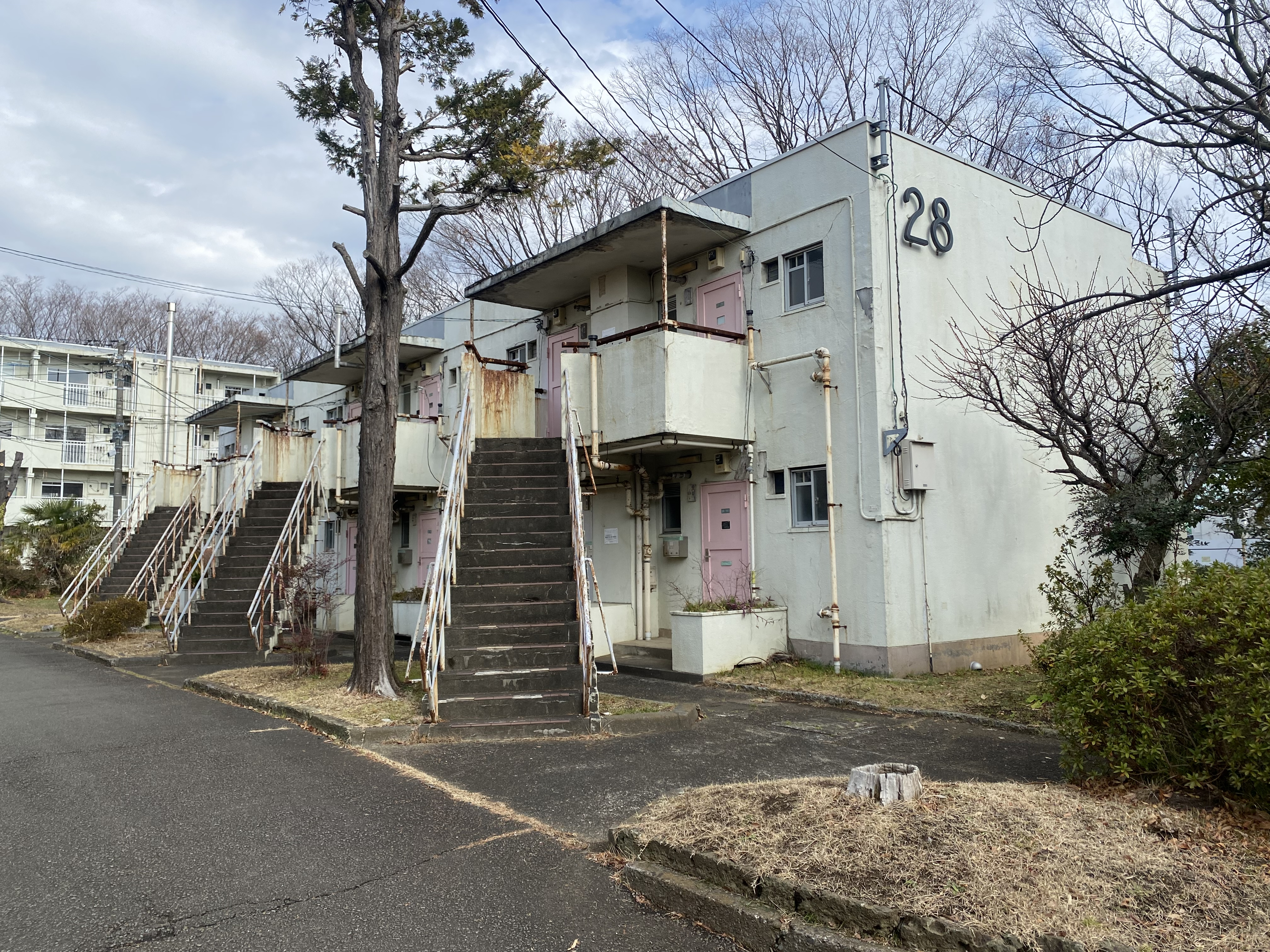
28号棟（2025年1月）
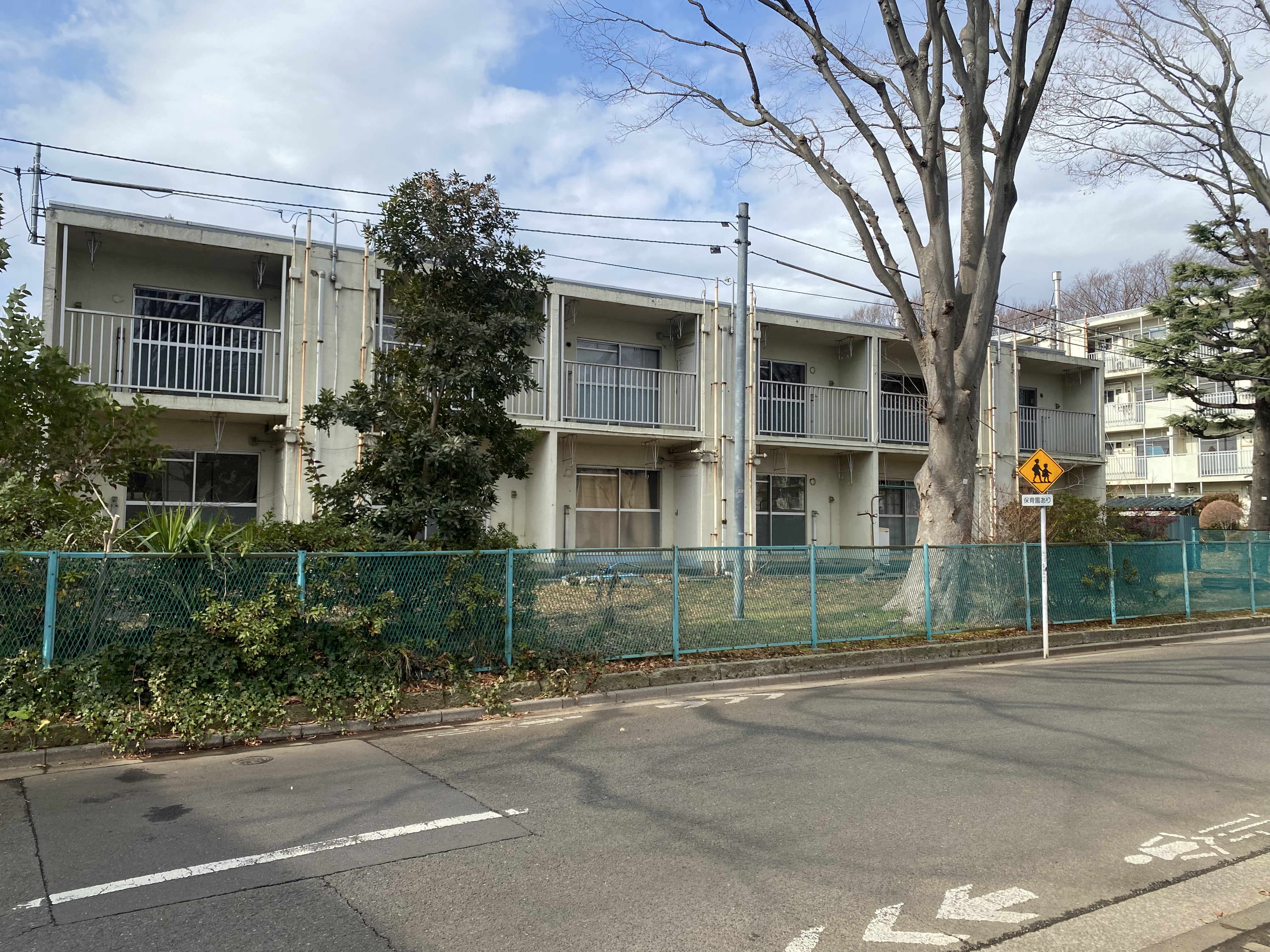
28号棟（2025年1月）
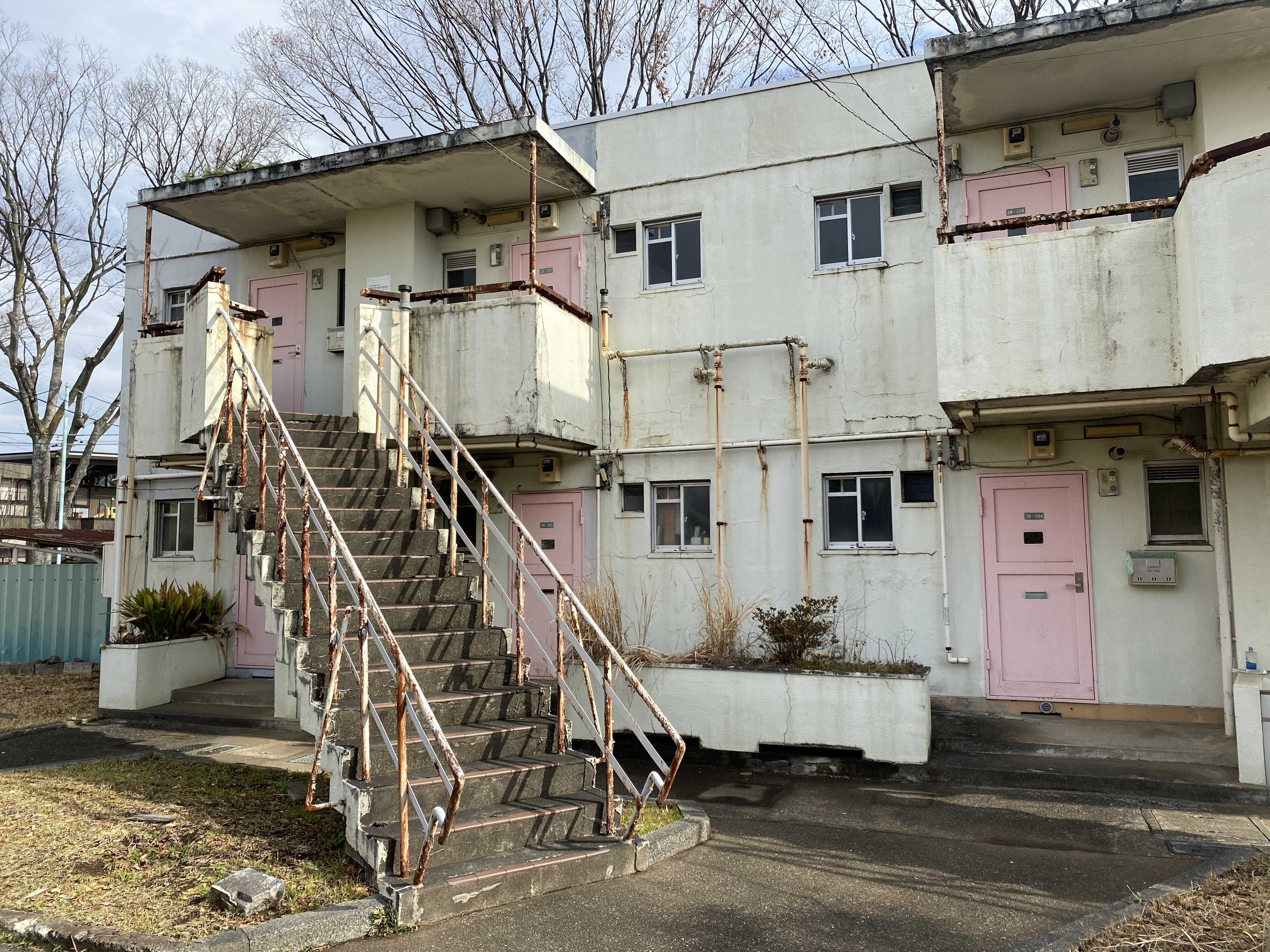
28号棟（2025年1月）
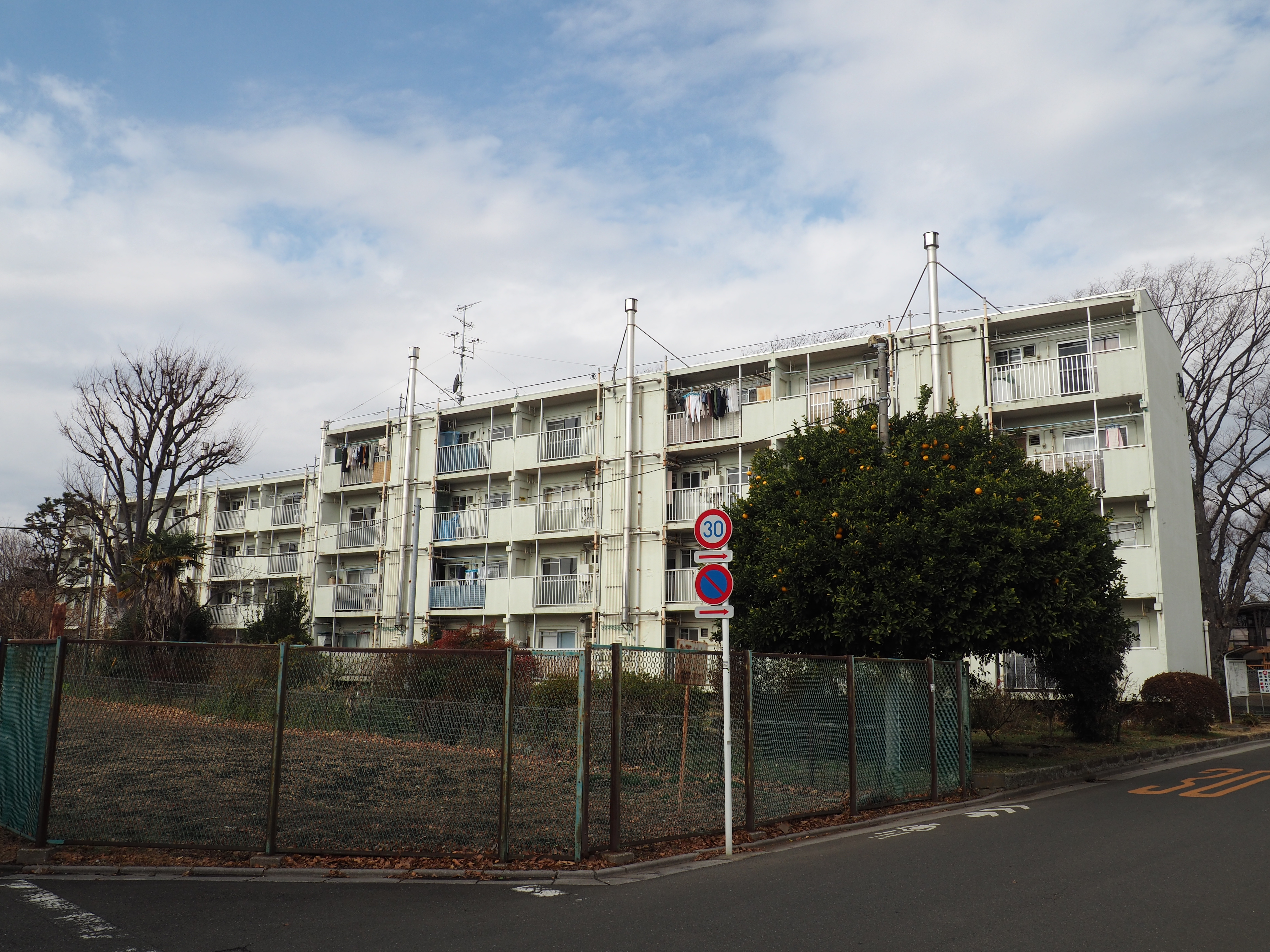
29号棟と30号棟（2025年1月）
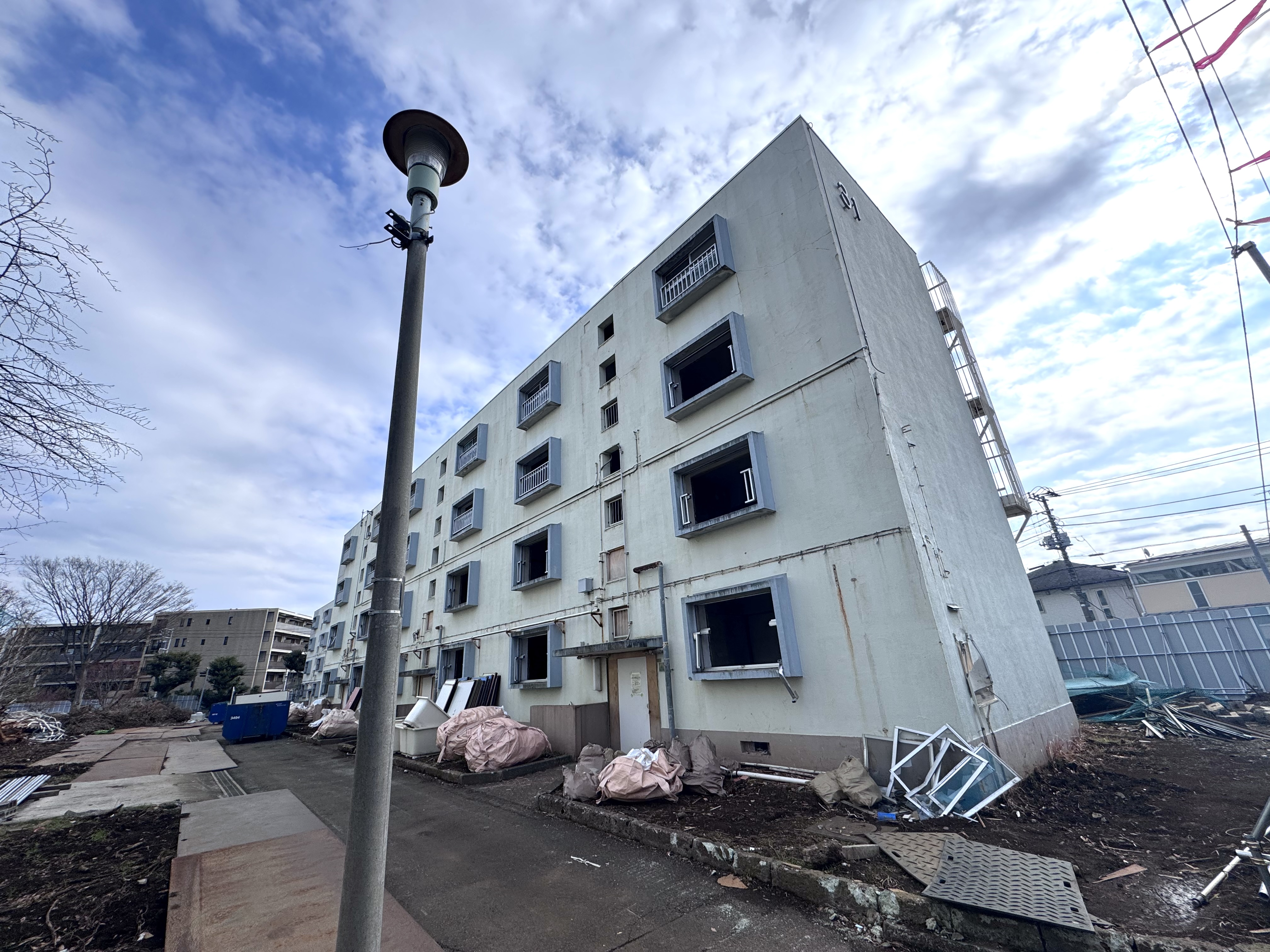
解体中の31号棟（2025年1月）